# Sauropodiformes
Sauropodiformes es un clado extinto de dinosaurios sauropodomorfos que vivieron entre el Triásico Superior y el Jurásico Inferior, hace aproximadamente entre 225 a 175 millones de años sino se tiene en cuenta a Sauropoda, de distribución mundial. Incluye a todos los Sauropodos y las formas basales incluidas en Anchisauria pero no a Anchisaurus propiamente dicho.

## Taxonomía
- Sauropodiformes
  - Aardonyx
  - Blikanasaurus
  - Camelotia
  - Gongxianosaurus
  - Jingshanosaurus
  - Leonerasaurus
  - Melanorosaurus
  - Meroktenos
  - Mussaurus
  - Sefapanosaurus
  - Seitaad
  - Yunnanosaurus
    - Sauropoda